# Cristodulo II di Gerusalemme
Cristodulo II o Cristoforo (... – 968 o 969) è stato il patriarca di Gerusalemme tra il 966 e il 968/969.